# 17e étape du Tour d'Italie 2015
Pour un article plus général, voir Tour d'Italie 2015.
La 17e étape du Tour d'Italie 2015 s'est déroulée le mercredi 27 mai 2015. Elle part de Tirano et arrive à Lugano après 134 km.

## Parcours
Cette dix-septième étape se déroule sous la forme d'une étape en ligne entre Tirano et Lugano. Elle est classée étape de pleine par les organisateurs, le parcours comprend une côte classée en troisième catégorie, Teglio (km 15,4).

## Résultats

### Classement de l'étape
| Classement de l'étape | Classement de l'étape | Classement de l'étape | Classement de l'étape       | Classement de l'étape |
|                       | Coureur               | Pays                  | Équipe                      | Temps                 |
| --------------------- | --------------------- | --------------------- | --------------------------- | --------------------- |
| 1er                   | Sacha Modolo          | Italie                | Lampre-Merida               | en 3 h 7 min 51 s     |
| 2e                    | Giacomo Nizzolo       | Italie                | Trek Factory Racing         | m.t                   |
| 3e                    | Luka Mezgec           | Slovénie              | Giant-Alpecin               | m.t                   |
| 4e                    | Heinrich Haussler     | Australie             | IAM                         | m.t                   |
| 5e                    | Davide Appollonio     | Italie                | Androni Giocattoli-Sidermec | m.t                   |
| 6e                    | Stig Broeckx          | Belgique              | Lotto-Soudal                | m.t                   |
| 7e                    | Juan José Lobato      | Espagne               | Movistar                    | m.t                   |
| 8e                    | Alexander Porsev      | Russie                | Katusha                     | m.t                   |
| 9e                    | Kévin Réza            | France                | FDJ                         | m.t                   |
| 10e                   | Nick van der Lijke    | Pays-Bas              | Lotto NL-Jumbo              | m.t                   |
| modifier              |                       |                       |                             |                       |

### Points attribués
|   | Cycliste        | Nat      | Équipe                      | Pts | Bonif |
| - | --------------- | -------- | --------------------------- | --- | ----- |
| 1 | Iljo Keisse     | Belgique | Etixx-Quick Step            | 20  | 3 s   |
| 2 | Marco Bandiera  | Italie   | Androni Giocattoli-Sidermec | 12  | 2 s   |
| 3 | Giacomo Berlato | Italie   | Nippo-Vini Fantini          | 8   | 1 s   |
| 4 | Elia Viviani    | Italie   | Sky                         | 6   |       |
| 5 | Giacomo Nizzolo | Italie   | Trek Factory Racing         | 4   |       |
| 6 | Bernhard Eisel  | Autriche | Sky                         | 3   |       |
| 7 | Nicola Boem     | Italie   | Bardiani CSF                | 2   |       |
| 8 | Sacha Modolo    | Italie   | Lampre-Merida               | 1   |       |

|   | Cycliste            | Nat       | Équipe                      | Pts | Bonif |
| - | ------------------- | --------- | --------------------------- | --- | ----- |
| 1 | Giacomo Berlato     | Italie    | Nippo-Vini Fantini          | 20  | 3 s   |
| 2 | Marco Bandiera      | Italie    | Androni Giocattoli-Sidermec | 12  | 2 s   |
| 3 | Iljo Keisse         | Belgique  | Etixx-Quick Step            | 8   | 1 s   |
| 4 | Giacomo Nizzolo     | Italie    | Trek Factory Racing         | 6   |       |
| 5 | Elia Viviani        | Italie    | Sky                         | 4   |       |
| 6 | Bernhard Eisel      | Autriche  | Sky                         | 3   |       |
| 7 | Aleksejs Saramotins | Lettonie  | IAM                         | 2   |       |
| 8 | Roger Kluge         | Allemagne | IAM                         | 1   |       |

| - Sprint final de Lugano (km 134) \| \| Cycliste \| Nat \| Équipe \| Points \| Bonif \| \| -- \| ------------------- \| --------- \| --------------------------- \| ------ \| ----- \| \| 1 \| Sacha Modolo \| Italie \| Lampre-Merida \| 50 \| 10 s \| \| 2 \| Giacomo Nizzolo \| Italie \| Trek Factory Racing \| 35 \| 6 s \| \| 3 \| Luka Mezgec \| Slovénie \| Giant-Alpecin \| 25 \| 4 s \| \| 4 \| Heinrich Haussler \| Australie \| IAM \| 18 \| \| \| 5 \| Davide Appollonio \| Italie \| Androni Giocattoli-Sidermec \| 14 \| \| \| 6 \| Stig Broeckx \| Belgique \| Lotto-Soudal \| 12 \| \| \| 7 \| Juan José Lobato \| Espagne \| Movistar \| 10 \| \| \| 8 \| Alexander Porsev \| Russie \| Katusha \| 8 \| \| \| 9 \| Kévin Réza \| France \| FDJ \| 7 \| \| \| 10 \| Nick van der Lijke \| Pays-Bas \| Lotto NL-Jumbo \| 6 \| \| \| 11 \| Elia Viviani \| Italie \| Sky \| 5 \| \| \| 12 \| Maximiliano Richeze \| Argentine \| Lampre-Merida \| 4 \| \| \| 13 \| Alexandre Geniez \| France \| FDJ \| 3 \| \| \| 14 \| Sonny Colbrelli \| Italie \| Bardiani CSF \| 2 \| \| \| 15 \| Grega Bole \| Slovénie \| CCC Sprandi Polkowice \| 1 \| \| |                     |           |                             |        |       |
| | Cycliste            | Nat       | Équipe                      | Points | Bonif |
| 1 | Sacha Modolo        | Italie    | Lampre-Merida               | 50     | 10 s  |
| 2 | Giacomo Nizzolo     | Italie    | Trek Factory Racing         | 35     | 6 s   |
| 3 | Luka Mezgec         | Slovénie  | Giant-Alpecin               | 25     | 4 s   |
| 4 | Heinrich Haussler   | Australie | IAM                         | 18     |       |
| 5 | Davide Appollonio   | Italie    | Androni Giocattoli-Sidermec | 14     |       |
| 6 | Stig Broeckx        | Belgique  | Lotto-Soudal                | 12     |       |
| 7 | Juan José Lobato    | Espagne   | Movistar                    | 10     |       |
| 8 | Alexander Porsev    | Russie    | Katusha                     | 8      |       |
| 9 | Kévin Réza          | France    | FDJ                         | 7      |       |
| 10 | Nick van der Lijke  | Pays-Bas  | Lotto NL-Jumbo              | 6      |       |
| 11 | Elia Viviani        | Italie    | Sky                         | 5      |       |
| 12 | Maximiliano Richeze | Argentine | Lampre-Merida               | 4      |       |
| 13 | Alexandre Geniez    | France    | FDJ                         | 3      |       |
| 14 | Sonny Colbrelli     | Italie    | Bardiani CSF                | 2      |       |
| 15 | Grega Bole          | Slovénie  | CCC Sprandi Polkowice       | 1      |       |

### Cols et côtes
| - Teglio, 3e catégorie (km 15,4) \| \| Cycliste \| Pays \| Équipe \| Points \| \| - \| --------------- \| -------- \| --------------------------- \| ------ \| \| 1 \| Giacomo Berlato \| Italie \| Nippo-Vini Fantini \| 7 \| \| 2 \| Marco Bandiera \| Italie \| Androni Giocattoli-Sidermec \| 4 \| \| 3 \| Iljo Keisse \| Belgique \| Etixx-Quick Step \| 2 \| \| 4 \| Maciej Paterski \| Pologne \| CCC Sprandi Polkowice \| 1 \| |                 |          |                             |        |
| | Cycliste        | Pays     | Équipe                      | Points |
| 1 | Giacomo Berlato | Italie   | Nippo-Vini Fantini          | 7      |
| 2 | Marco Bandiera  | Italie   | Androni Giocattoli-Sidermec | 4      |
| 3 | Iljo Keisse     | Belgique | Etixx-Quick Step            | 2      |
| 4 | Maciej Paterski | Pologne  | CCC Sprandi Polkowice       | 1      |

### Classement au temps par équipes
| Classement par équipes au temps | Classement par équipes au temps | Classement par équipes au temps | Classement par équipes au temps |
|                                 | Équipe                          | Pays                            | Temps                           |
| ------------------------------- | ------------------------------- | ------------------------------- | ------------------------------- |
| 1re                             | Lampre-Merida                   | Italie                          | en 9 h 23 min 33 s              |
| 2e                              | BMC Racing                      | États-Unis                      | m.t                             |
| 3e                              | Sky                             | Royaume-Uni                     | m.t                             |
| modifier                        |                                 |                                 |                                 |

### Classement aux points par équipes
| Classement par équipes aux points | Classement par équipes aux points | Classement par équipes aux points | Classement par équipes aux points | Classement par équipes aux points |
|                                   | Équipes                           | Pays                              |                                   | Point(s)                          |
| --------------------------------- | --------------------------------- | --------------------------------- | --------------------------------- | --------------------------------- |
| 1re                               | Lampre-Merida                     | Italie                            |                                   | 54                                |
| 2e                                | Trek Factory Racing               | États-Unis                        |                                   | 38                                |
| 3e                                | Giant-Alpecin                     | Allemagne                         |                                   | 25                                |
| modifier                          |                                   |                                   |                                   |                                   |

## Classements à l'issue de l'étape

### Classement général
| Classement final général | Classement final général | Classement final général | Classement final général | Classement final général |
|                          | Coureur                  | Pays                     | Équipe                   | Temps                    |
| ------------------------ | ------------------------ | ------------------------ | ------------------------ | ------------------------ |
| 1er                      | Alberto Contador         | Espagne                  | Tinkoff-Saxo             | en 68 h 12 min 50 s      |
| 2e                       | Mikel Landa              | Espagne                  | Astana                   | + 4 min 2 s              |
| 3e                       | Fabio Aru                | Italie                   | Astana                   | + 4 min 52 s             |
| 4e                       | Andrey Amador            | Costa Rica               | Movistar                 | + 5 min 48 s             |
| 5e                       | Yury Trofimov            | Russie                   | Katusha                  | + 8 min 27 s             |
| 6e                       | Leopold König            | Tchéquie                 | Sky                      | + 9 min 31 s             |
| 7e                       | Damiano Caruso           | Italie                   | BMC Racing               | + 9 min 52 s             |
| 8e                       | Steven Kruijswijk        | Pays-Bas                 | Lotto NL-Jumbo           | + 11 min 40 s            |
| 9e                       | Alexandre Geniez         | France                   | FDJ                      | + 12 min 48 s            |
| 10e                      | Ryder Hesjedal           | Canada                   | Cannondale-Garmin        | + 13 min 1 s             |
| modifier                 |                          |                          |                          |                          |

### Classement par points
| Classement par points | Classement par points | Classement par points | Classement par points | Classement par points |
| --------------------- | --------------------- | --------------------- | --------------------- | --------------------- |
|                       | Coureur               | Pays                  | Équipe                | Point(s)              |
| 1er                   | Giacomo Nizzolo       | Italie                | Trek Factory Racing   | 159 points            |
| 2e                    | Sacha Modolo          | Italie                | Lampre-Merida         | 142 pts               |
| 3e                    | Elia Viviani          | Italie                | Sky                   | 134 pts               |
| 4e                    | Nicola Boem           | Italie                | Bardiani CSF          | 111 pts               |
| 5e                    | Alberto Contador      | Espagne               | Tinkoff-Saxo          | 86 pts                |
| modifier              |                       |                       |                       |                       |

### Classement du meilleur grimpeur
| Classement du meilleur grimpeur | Classement du meilleur grimpeur | Classement du meilleur grimpeur | Classement du meilleur grimpeur | Classement du meilleur grimpeur |
| ------------------------------- | ------------------------------- | ------------------------------- | ------------------------------- | ------------------------------- |
|                                 | Coureur                         | Pays                            | Équipe                          | Point(s)                        |
| 1er                             | Steven Kruijswijk               | Pays-Bas                        | Lotto NL-Jumbo                  | 92 points                       |
| 2e                              | Beñat Intxausti                 | Espagne                         | Movistar                        | 91 pts                          |
| 3e                              | Mikel Landa                     | Espagne                         | Astana                          | 73 pts                          |
| 4e                              | Carlos Betancur                 | Colombie                        | AG2R La Mondiale                | 68 pts                          |
| 5e                              | Simon Geschke                   | Allemagne                       | Giant-Alpecin                   | 53 pts                          |
| modifier                        |                                 |                                 |                                 |                                 |

### Classement du meilleur jeune
| Classement du meilleur jeune | Classement du meilleur jeune | Classement du meilleur jeune | Classement du meilleur jeune | Classement du meilleur jeune |
|                              | Coureur                      | Pays                         | Équipe                       | Temps                        |
| ---------------------------- | ---------------------------- | ---------------------------- | ---------------------------- | ---------------------------- |
| 1er                          | Fabio Aru                    | Italie                       | Astana                       | en 68 h 17 min 42 s          |
| 2e                           | Davide Formolo               | Italie                       | Cannondale-Garmin            | + 43 min 29 s                |
| 3e                           | Fabio Felline                | Italie                       | Trek Factory Racing          | + 1 h 27 min 23 s            |
| 4e                           | Esteban Chaves               | Colombie                     | Orica-GreenEDGE              | + 1 h 41 min 10 s            |
| 5e                           | Sebastián Henao              | Colombie                     | Sky                          | + 1 h 46 min 51 s            |
| modifier                     |                              |                              |                              |                              |

### Classements par équipes

#### Classement au temps
| Classement par équipes au temps | Classement par équipes au temps | Classement par équipes au temps | Classement par équipes au temps |
|                                 | Équipe                          | Pays                            | Temps                           |
| ------------------------------- | ------------------------------- | ------------------------------- | ------------------------------- |
| 1re                             | Astana                          | Kazakhstan                      | en 204 h 16 min 15 s            |
| 2e                              | Movistar                        | Espagne                         | + 24 min 57 s                   |
| 3e                              | BMC Racing                      | États-Unis                      | + 33 min 48 s                   |
| modifier                        |                                 |                                 |                                 |

#### Classement aux points
| Classement par équipes aux points | Classement par équipes aux points | Classement par équipes aux points | Classement par équipes aux points | Classement par équipes aux points |
|                                   | Équipes                           | Pays                              |                                   | Point(s)                          |
| --------------------------------- | --------------------------------- | --------------------------------- | --------------------------------- | --------------------------------- |
| 1re                               | Astana                            | Kazakhstan                        |                                   | 478                               |
| 2e                                | Lampre-Merida                     | Italie                            |                                   | 296                               |
| 3e                                | Movistar                          | Espagne                           |                                   | 245                               |
| modifier                          |                                   |                                   |                                   |                                   |

## Abandons
- 32 -  Enrico Barbin (Bardiani CSF) : abandon